# Gabriel Casafages
Gabriel Casafages o Casalfages o Casa-Sages fou un teòleg dominic barceloní. Segons Fèlix Torres Amat fou un dels tres teòlegs que l'any 1452 van ser elegits per anar a Roma a disputar contra els teòlegs franciscans sobre si la sang que Crist va vessar en la seva passió va quedar unida a la persona divina, tal com el cos quan va quedar en el sepulcre. Fra Gabriel, junt amb fra Jaume de Brescia i fra Vercellino de Vercellis foren així portaveus de la condemnació que l'inquisidor general de Catalunya, Nicolau Rossell havia fet contra les formulacions dels franciscans, que defensaven la divinitat de la sang de Crist. El papa Pius II va declarar la victòria de fra Gabriel i els altres dos dominics.

## Obres
- De sanguine Christi
- Aduersus haereses sui tempori
- Praxis procedendi in causis fidei
- Summa S. Thomae in compendium reducta